# Спаська вулиця (Київ)
Спа́ська ву́лиця — вулиця в Подільського району міста Києва, місцевість Поділ. Пролягає від Костянтинівської вулиці до Набережно-Хрещатицької вулиці.
Прилучаються Контрактова площа, вулиці Межигірська, Волоська, Почайнинська та провулок Хорива.

## Історія
Вулиця відома під сучасною назвою з початку XVII століття. Назва вулиці — від церкви Спаса Преображення (знищена пожежею 1811 року), спорудженої на початку XVII століття (знаходилася на місці будинку № 31). Її настоятелем був відомий український релігійний, політичний діяч і просвітитель Іван (Йов) Борецький, який згодом став київським митрополитом. Після пожежі на Подолі у 1811 році Спаську вулицю було повністю переплановано. У 1928–1939 роках вона мала назву  Комсомольська, з 1939 року — вулиця Героїв Трипілля, на честь учасників Трипільського походу (назву підтверджено 1944 року). Разом з тим в кінці 1940-х — на початку 1950-х років побутувала й стара назва. Офіційно історичну назву вулиці було відновлено 1992 року.
На початку XX століття існувала також Спаська вулиця на Деміївці.

## Пам'ятки історії та архітектури
- буд. № 1/2 — житловий будинок з крамницями (1836 р.). Зведений архітектором Людвіком Станзані у стилі класицизм. Один з так званих «будинків Балабух» — будинків, що належали кільком поколінням роду кондитерів Балабух, які мешкали у Києві у XVIII–XX століттях.
- буд. № 6-А — житловий прибутковий будинок у стилі модерн (1909–1911 роки).
- буд. № 8-А, 8-Б — житлові прибуткові будинки у стилі неоренесанс (1901–1902 роки). Архітектор Андрій Краусс.
- буд. № 10-А — житловий будинок у стилі класицизм (XIX століття).
- буд. № 12 — особняк купця Апштейна, в якому у 1918 р. містився штаб загону червоних козаків під командуванням В. М. Примакова (1912)
- буд. № 22 — житловий будинок у стилі неоренесанс (1877 рік). Автор проекту — інженер К. Антонов.
- буд. № 25/17 — житловий будинок (2-га пол. XIX століття).
- буд. № 30 — колишня будівля так званих Віттієвських лазень (початок XX століття).
- буд. № 31, 31-Б — садиба з флігелем (кінець XIX століття).
- буд. № 36 — колишній млин Кольбера (кінець XIX — початок XX століття).

### Особняк Апштейна
Будинок № 12 належав київському купцю 1-ї гільдії Тев'є Мойсейовичу Апштейну. Особняк зведено у 1912 році у стилі неокласицизм. Симетричний фасад з високими заскленими дверима парадного входу в центрі та з великими вікнами обабіч декоровано у стилі неоампір, який набув поширення у 1910-ті роки. Портал парадних дверей оформлено парою тричвертних колон з капітелями іонічного ордера, що тримають розвинений антаблемент із розірваним фронтоном та великим ліпленим картушем. Парапет прикрашений зображеннями металовиробів — швелера, зубчастого коліщатка, ланцюгів тощо — символом роду занять власника особняку. Автором проекту був архітектор Валеріян Риков. В одноповерховому особняку містилася контора і правління акціонерного товариства «Т. М. Апштейн і сини для залізо-технічної торгівлі та лісопромисловості».

### Будинок Мазепи
Будинок № 16-Б — одна з небагатьох будівель, що вціліла після пожежі 1811 року. Зведений у другій половині XVIII століття у стилі українського бароко. Являє собою двоповерхову цегляну будівлю, майже квадратну у плані, прикрашену двухколонним портиком. На початку XIX століття був перебудований за проектом архітектора Андрія Меленського. У XVIII столітті в будинку проживали священики церкви Спаса С. Сич та його син Я. Сич. У XIX столітті тут мешкав міський голова Григорій Покровський.

## Видатні особи, пов'язані з вулицею
У будинку № 7 мешкав український художник О. І. Маренков.

## Установи та заклади
- ЗАТ «Київмлин» (буд. № 40-А)
- Загальноосвітня школа № 124 (буд. № 16)
- Головне управління охорони культурної спадщини м.  Києва (буд. № 12)
- Музей гетьманства (буд. № 16-б)
- Координаційний штаб з питань поводження з військовополоненими (громадська приймальня) (буд. № 37)

## Меморіальні дошки
На стіні будинку купця Тев'є Апштейна (будинок № 12), де у червні 1919 року розміщувався Подільський райком комсомолу, 28 жовтня 1938 року було відкрито меморіальну дошку з текстом: «Звідсіля 25 червня 1919 року київський загін комсомольців вирушив у Трипілля захищати свою соціалістичну батьківщину від контрреволюції». У 1947 році дошку було замінено мармуровою з текстом: «Звідси 26 червня 1919 року виступив озброєний загін комсомольців м. Києва до с. Трипілля на боротьбу з бандою Зеленого», а у 1977 році — гранітною.
На цьому ж будинку, де у лютому 1918 року розміщувався штаб Червоного козацтва, 1970 року була встановлена гранітна меморіальна дошка з текстом, присвяченим цій події: «В цьому будинку в лютому 1918 р. розміщувався штаб загону Червоного козацтва под командуванням В. М. Примакова».
На будинках № 1/2 та 41 у 1977 році були встановлені гранітні анотаційні дошки з текстом: «В пам'ять про відважних київських комсомольців — героях боротьби з бандою отамана Зеленого, які загинули смертю хоробрих у червні 1919 року біля села Трипілля на Київщині».
Усі меморіальні дошки нині втрачені.

## Зображення

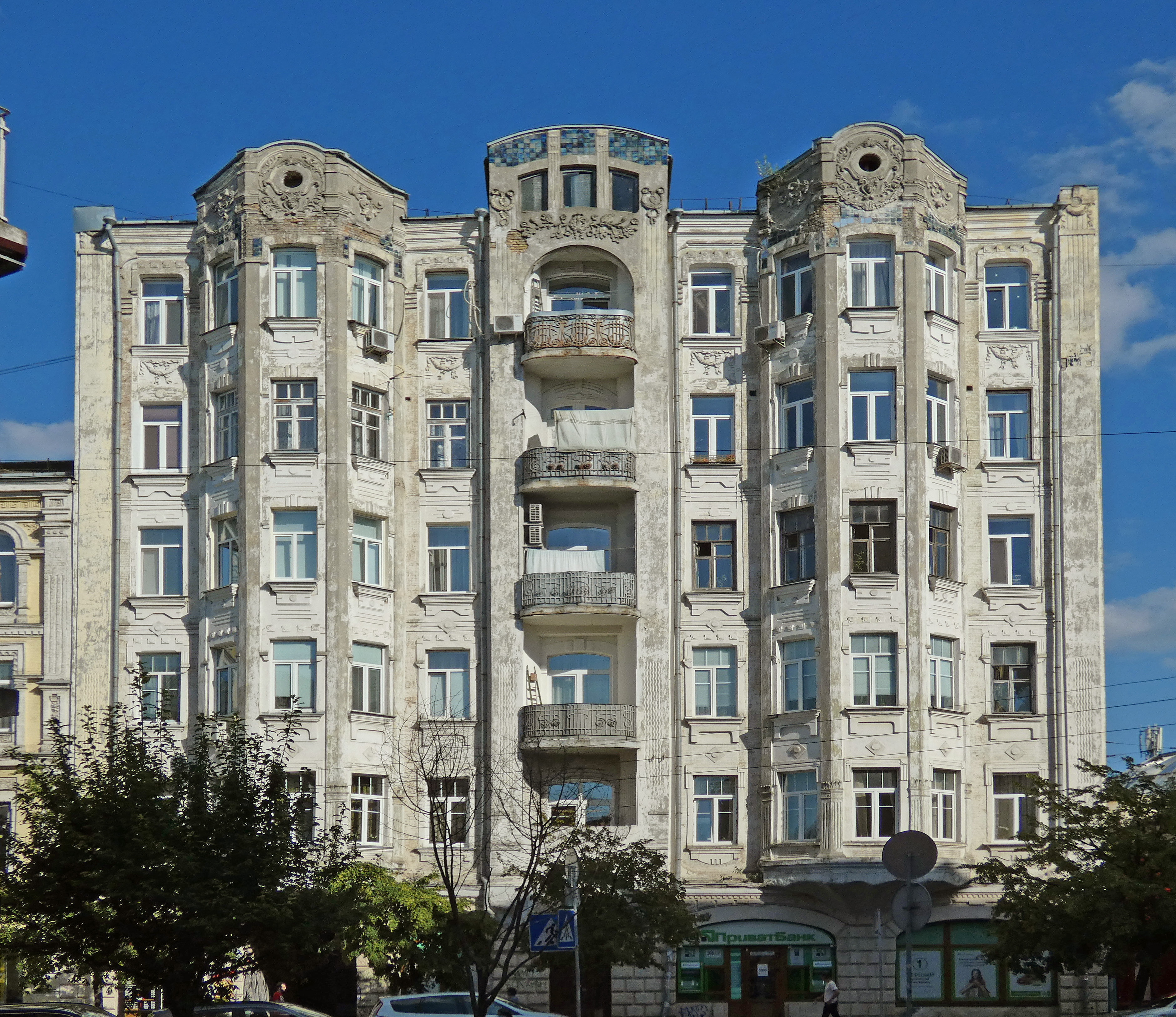
Будинок № 6-а
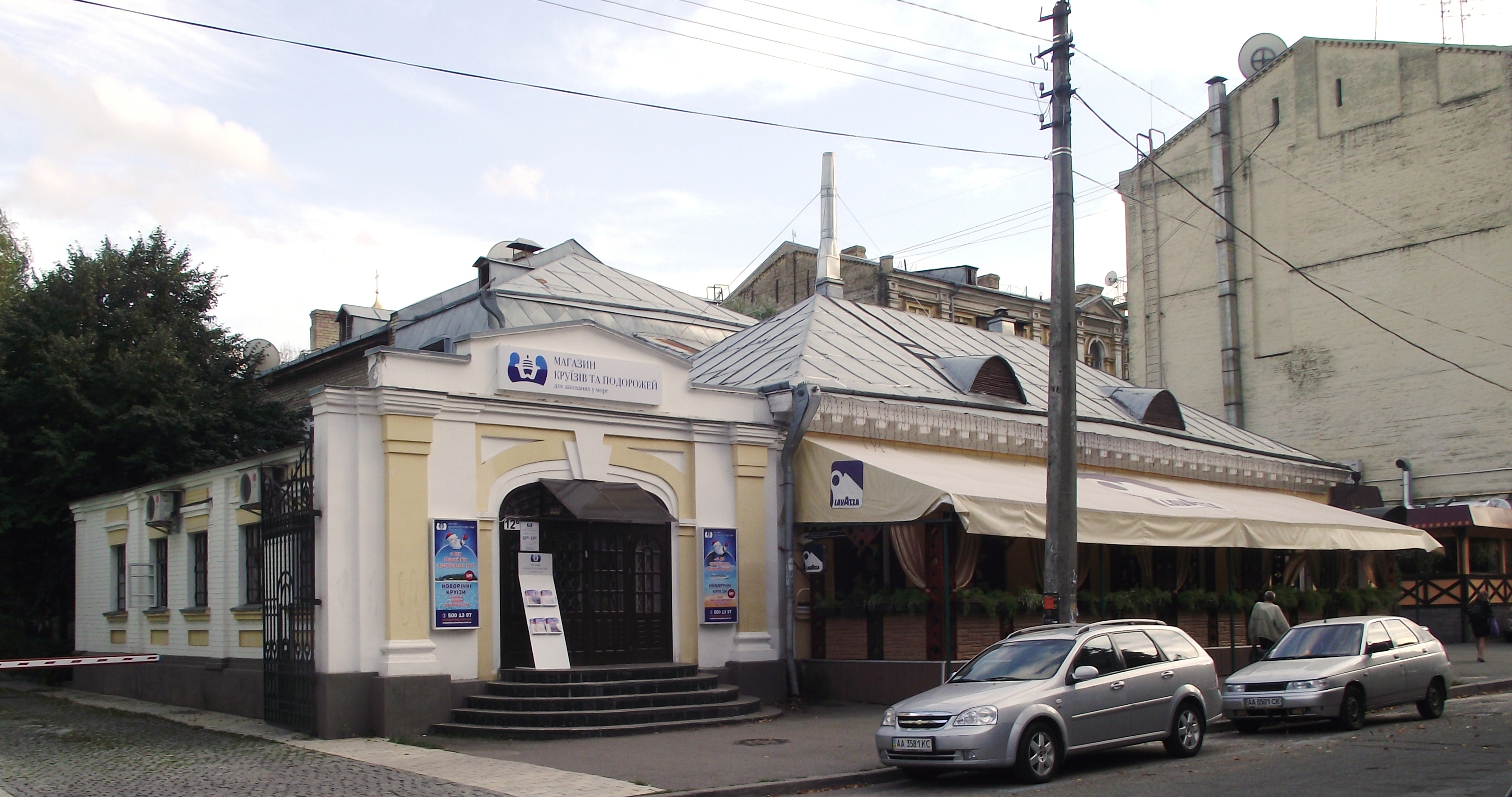
Будинок №  10
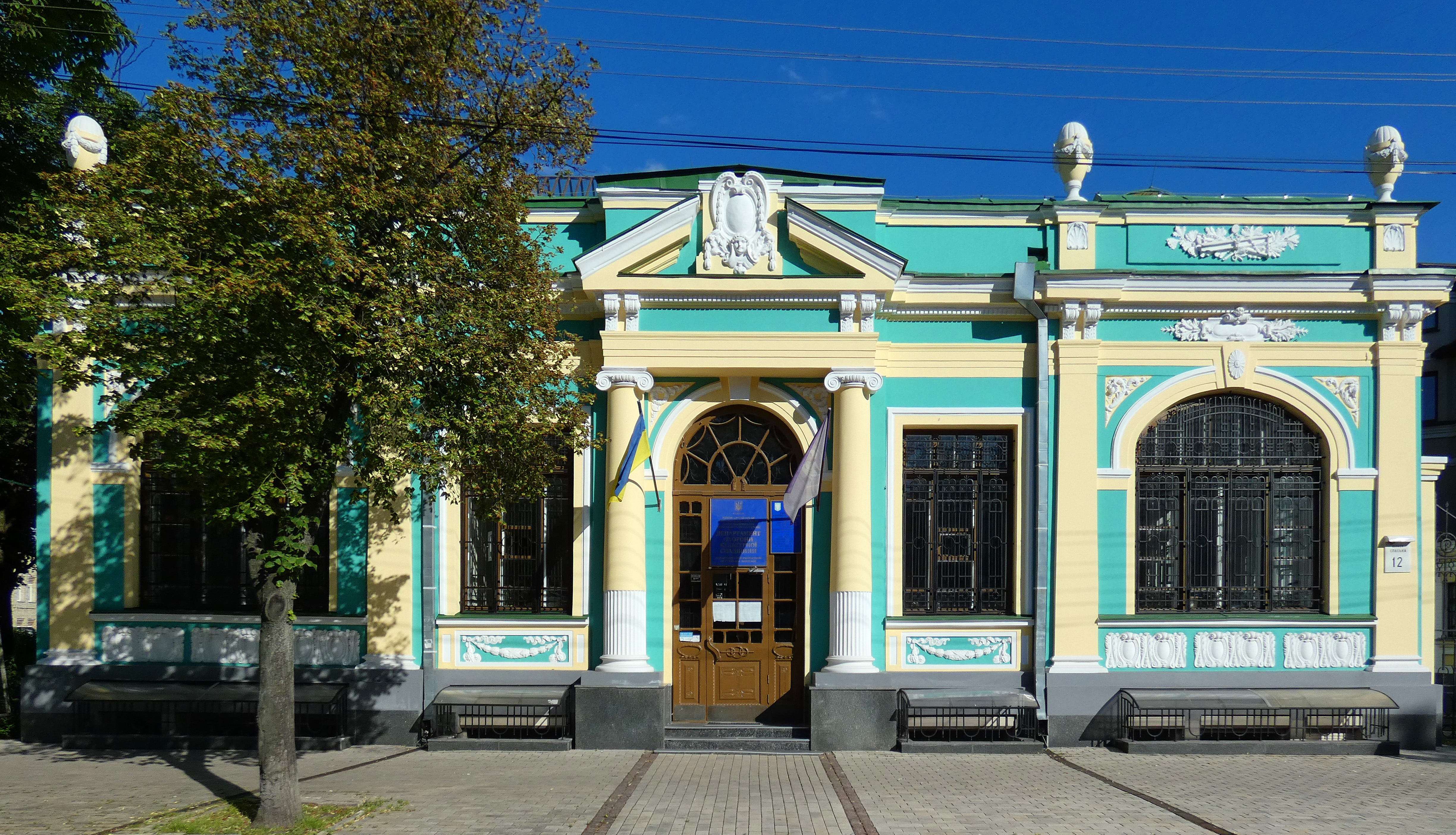
Будинок №  12
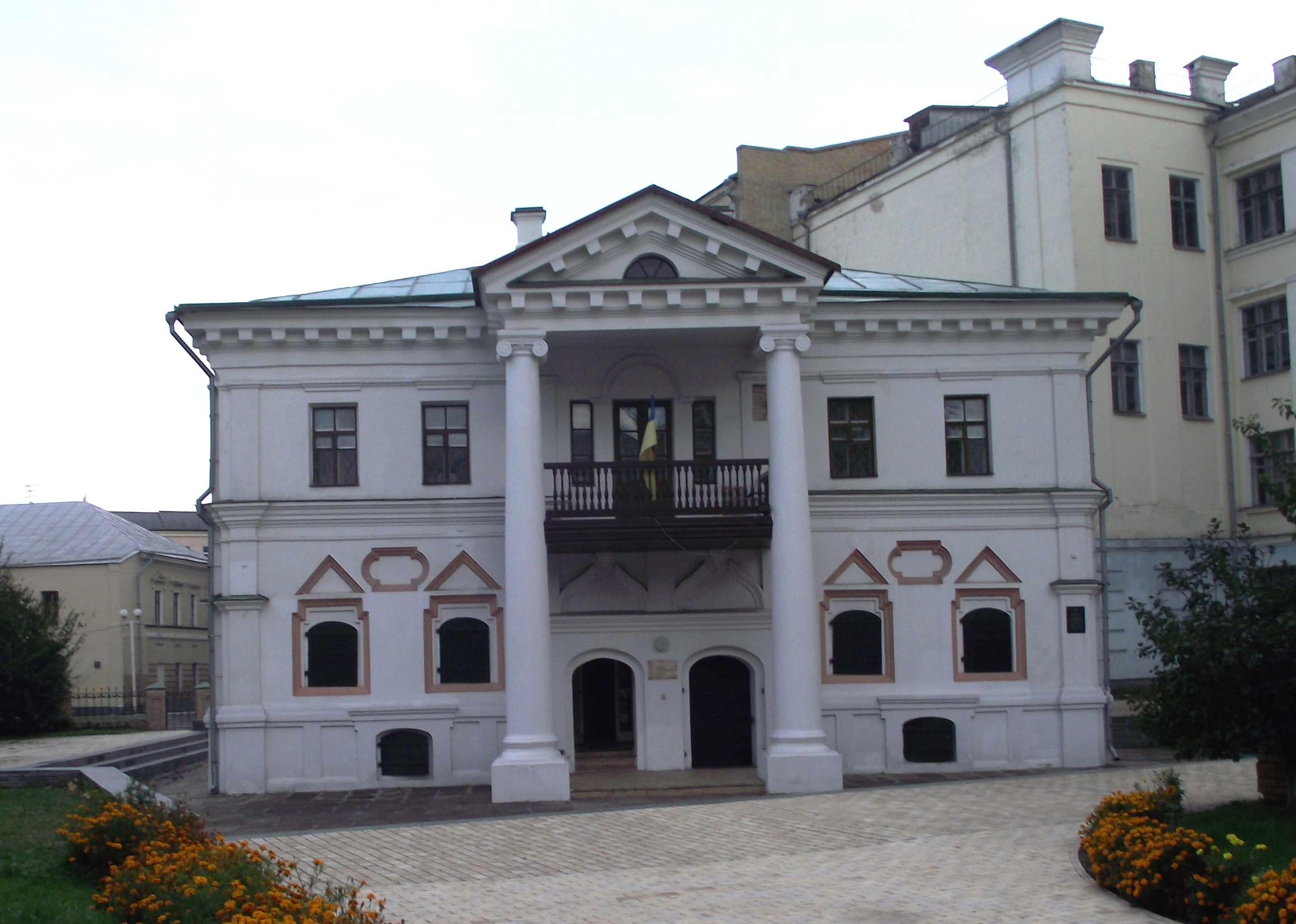
Будинок Мазепи (№ 16-б)
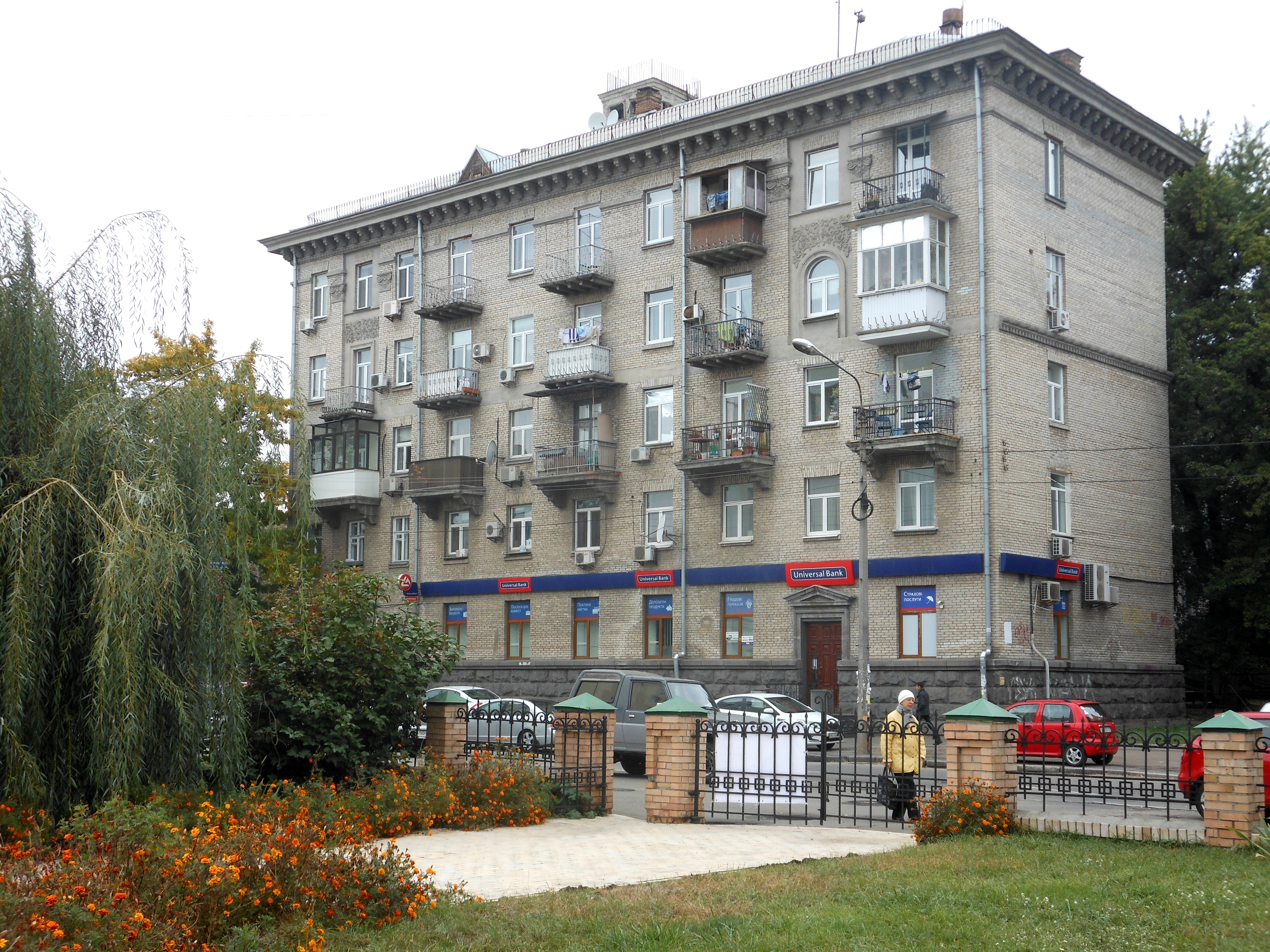
Будинок №  17
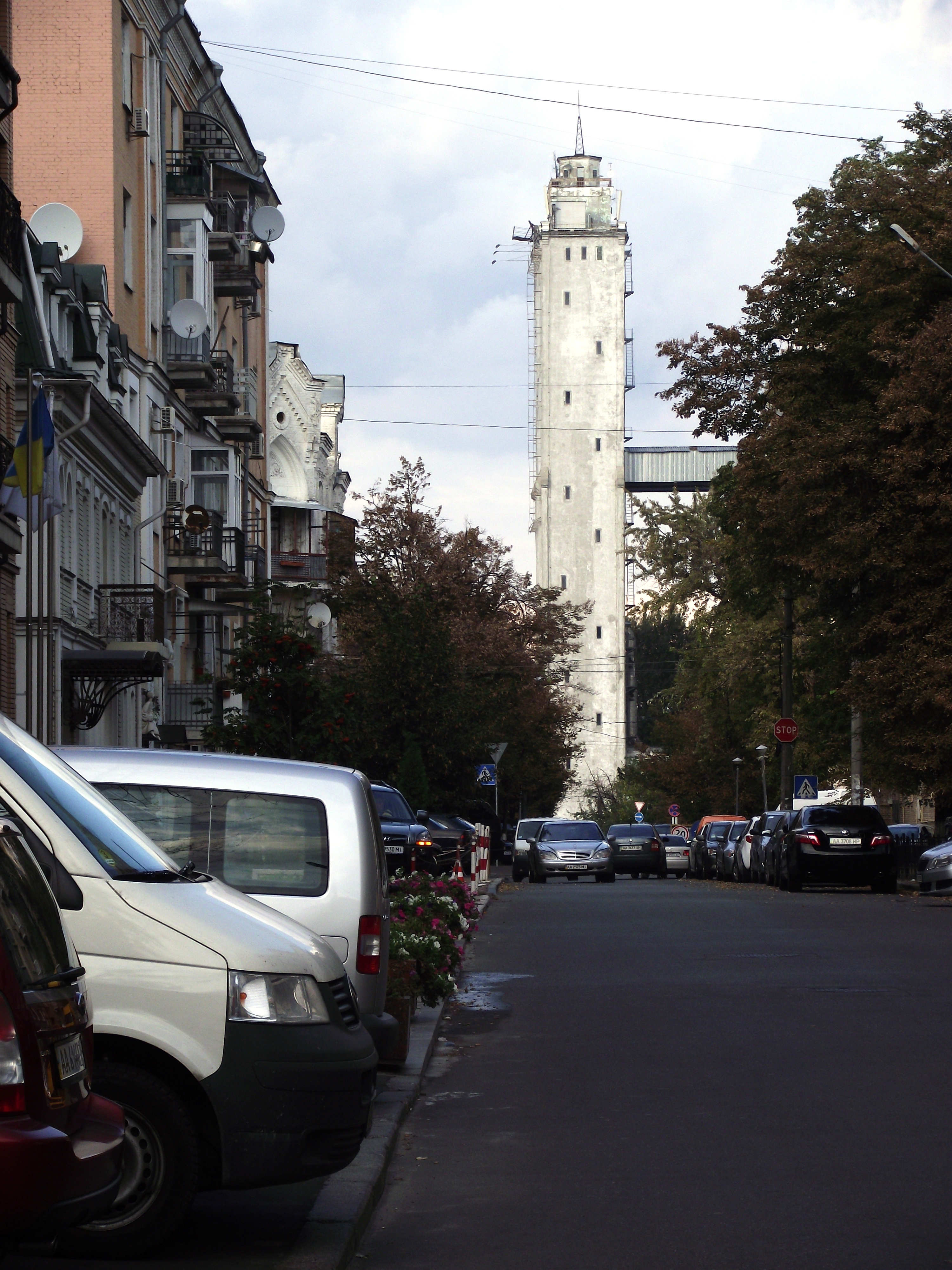
Елеватор